# Pys
Pys est une commune française située dans le département de la Somme, en région Hauts-de-France.

## Géographie

### Localisation
Au nord-est du département de la Somme, à la limite avec le Pas-de-Calais, le village de Pys se situe à une dizaine de kilomètres à l'ouest de Bapaume, à environ 39 km à vol d'oiseau au nord-est d'Amiens, et environ 21 km au nord-ouest de la sous-préfecture Péronne.

#### Communes limitrophes
|           | Irles        | Grévillers (Pas-de-Calais)           |
| Miraumont | Contalmaison | Warlencourt-Eaucourt (Pas-de-Calais) |
|           | Courcelette  | Le Sars (Pas-de-Calais)              |

### Nature du sol et du sous-sol
Les 9/10e du sol et sous-sol du territoire communal sont formés de terres argileuses. 1/10e est formé de calcaire.

### Relief, paysage, végétation
Le relief de la commune est celui d'un plateau ondulé, un mamelon traversé d'est en ouest par une vallée sèche assez profonde.

### Hydrographie

#### Réseau hydrographique
La commune est située dans le bassin Artois-Picardie. Elle est drainée par la Pys.

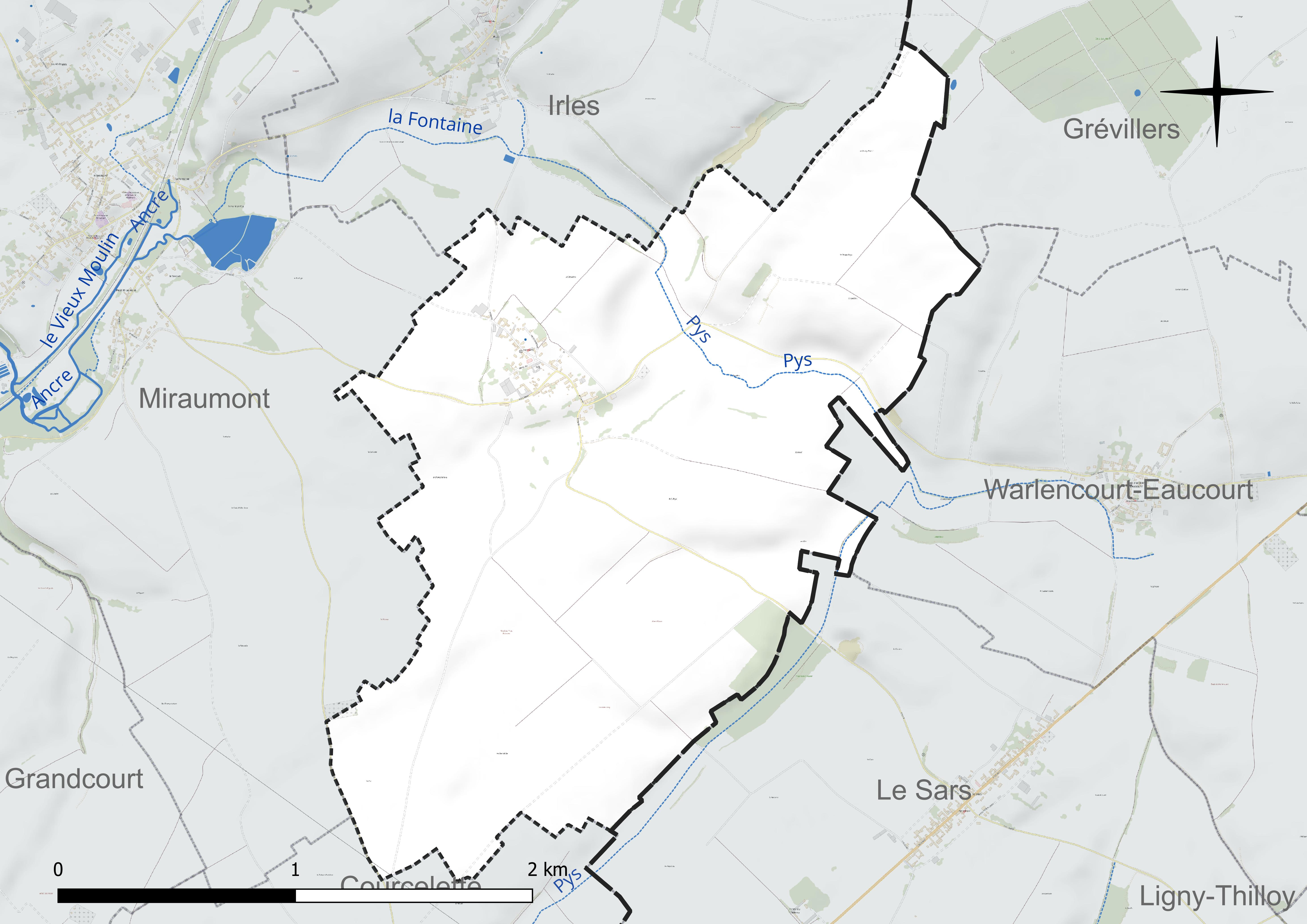
Réseau hydrographique de Pys.

#### Gestion et qualité des eaux
Le territoire communal est couvert par le schéma d'aménagement et de gestion des eaux (SAGE) « Somme aval et Cours d'eau côtiers ». Ce document de planification concerne un territoire de 1 835 km2 de superficie, délimité par le bassin versant de la Somme canalisée. Le périmètre a été arrêté le 29 avril 2010 et le SAGE proprement dit a été approuvé le 6 août 2019. La structure porteuse de l'élaboration et de la mise en œuvre est le syndicat mixte d'aménagement hydraulique du bassin versant de la Somme (AMEVA).
La qualité des cours d'eau peut être consultée sur un site dédié géré par les agences de l'eau et l'Agence française pour la biodiversité.

### Climat
Pour des articles plus généraux, voir Climat des Hauts-de-France et Climat de la Somme.
En 2010, le climat de la commune est de type climat océanique dégradé des plaines du Centre et du Nord, selon une étude du CNRS s'appuyant sur une série de données couvrant la période 1971-2000. En 2020, Météo-France publie une typologie des climats de la France métropolitaine dans laquelle la commune est exposée à un climat océanique et est dans la région climatique Nord-est du bassin Parisien, caractérisée par un ensoleillement médiocre, une pluviométrie moyenne régulièrement répartie au cours de l'année et un hiver froid (3 °C).
Pour la période 1971-2000, la température annuelle moyenne est de 10,1 °C, avec une amplitude thermique annuelle de 14,8 °C. Le cumul annuel moyen de précipitations est de 761 mm, avec 12,4 jours de précipitations en janvier et 9,2 jours en juillet. Pour la période 1991-2020, la température moyenne annuelle observée sur la station météorologique la plus proche, située sur la commune de Méaulte à 14 km à vol d'oiseau, est de 10,7 °C et le cumul annuel moyen de précipitations est de 730,3 mm,. Pour l'avenir, les paramètres climatiques de la commune estimés pour 2050 selon différents scénarios d'émission de gaz à effet de serre sont consultables sur un site dédié publié par Météo-France en novembre 2022.

## Urbanisme

### Typologie
Au 1er janvier 2024, Pys est catégorisée commune rurale à habitat dispersé, selon la nouvelle grille communale de densité à sept niveaux définie par l'Insee en 2022.
Elle est située hors unité urbaine et hors attraction des villes,.

### Occupation des sols
L'occupation des sols de la commune, telle qu'elle ressort de la base de données européenne d'occupation biophysique des sols Corine Land Cover (CLC), est marquée par l'importance des territoires agricoles (94,4 % en 2018), en diminution par rapport à 1990 (100 %). La répartition détaillée en 2018 est la suivante : 
terres arables (94,4 %), zones urbanisées (5,6 %). L'évolution de l'occupation des sols de la commune et de ses infrastructures peut être observée sur les différentes représentations cartographiques du territoire : la carte de Cassini (XVIIIe siècle), la carte d'état-major (1820-1866) et les cartes ou photos aériennes de l'IGN pour la période actuelle (1950 à aujourd'hui).

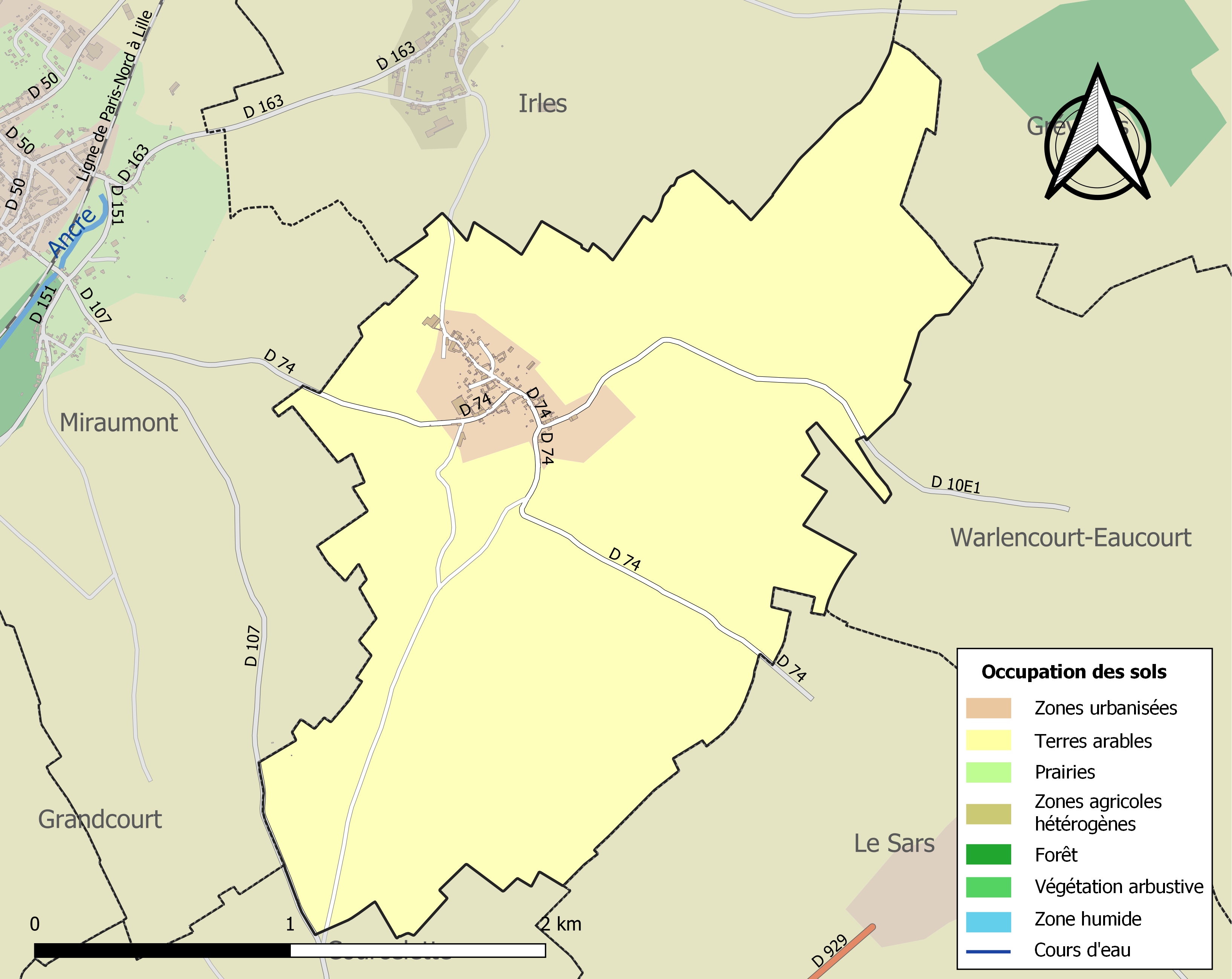
Carte des infrastructures et de l'occupation des sols de la commune en 2018 (CLC).

### Morphologie urbaine
La commune possède une seule agglomération. Le village de Pys, détruit pendant la Grande Guerre a été reconstruit pendant l'entre-deux-guerres.

### Voies de communication
La commune se trouve à proximité de la route départementale 929 (Amiens-Bapaume), raccordée à l'est à l'autoroute A1 (Paris-Lille).

## Toponymie
On trouve plusieurs formes pour désigner Pys dans les textes anciens de la coutume de Péronne : Peis (1059), Pyes, Pij, Piz puis Pys.

## Histoire
La première mention de Pys date de 1059, dans le testament d'Herbert IV de Vermandois qui lègue à l'église de Nanteuil-en-Valois, deux arpents de la terre de Pys.
Au XVIIIe siècle, le village dépend du marquisat d'Albert qui appartenait à la famille d'Orléans.
Le village est détruit entièrement pendant la Première Guerre mondiale.

## Politique et administration

### Intercommunalité
La commune fait partie de la communauté de communes du Pays du Coquelicot.

### Liste des maires
| Période                                  | Période                      | Identité         | Étiquette | Qualité             |
| ---------------------------------------- | ---------------------------- | ---------------- | --------- | ------------------- |
| Les données manquantes sont à compléter. |                              |                  |           |                     |
| mars 2001                                | février 2016                 | Gérard Baillet   |           | Décédé en fonction  |
| avril 2016                               | juillet 2020                 | Adrien Macron    |           |                     |
| juillet 2020                             | En cours (au 6 juillet 2020) | Vincent Philippe |           | Technicien agricole |

## Population et société
Les habitants s'appellent des Pyssois ou Pyssoises.

### Démographie
L'évolution du nombre d'habitants est connue à travers les recensements de la population effectués dans la commune depuis 1793. Pour les communes de moins de 10 000 habitants, une enquête de recensement portant sur toute la population est réalisée tous les cinq ans, les populations de référence des années intermédiaires étant quant à elles estimées par interpolation ou extrapolation. Pour la commune, le premier recensement exhaustif entrant dans le cadre du nouveau dispositif a été réalisé en 2006.

En 2022, la commune comptait 126 habitants, en évolution de +5,88 % par rapport à 2016 (Somme : −1,26 %, France hors Mayotte : +2,11 %).
| 1793 | 1800 | 1806 | 1821 | 1831 | 1836 | 1841 | 1846 | 1851 |
| ---- | ---- | ---- | ---- | ---- | ---- | ---- | ---- | ---- |
| 404  | 389  | 459  | 489  | 454  | 463  | 444  | 482  | 493  |

| 1856 | 1861 | 1866 | 1872 | 1876 | 1881 | 1886 | 1891 | 1896 |
| ---- | ---- | ---- | ---- | ---- | ---- | ---- | ---- | ---- |
| 446  | 446  | 439  | 390  | 448  | 444  | 405  | 386  | 335  |

| 1901 | 1906 | 1911 | 1921 | 1926 | 1931 | 1936 | 1946 | 1954 |
| ---- | ---- | ---- | ---- | ---- | ---- | ---- | ---- | ---- |
| 300  | 288  | 250  | 159  | 183  | 164  | 165  | 151  | 164  |

| 1962 | 1968 | 1975 | 1982 | 1990 | 1999 | 2006 | 2011 | 2016 |
| ---- | ---- | ---- | ---- | ---- | ---- | ---- | ---- | ---- |
| 143  | 120  | 110  | 97   | 100  | 82   | 91   | 115  | 119  |

| 2021 | 2022 | - | - | - | - | - | - | - |
| ---- | ---- | - | - | - | - | - | - | - |
| 124  | 126  | - | - | - | - | - | - | - |

À la fin du XIXe siècle, le déclin démographique de la commune s'amorce. De 444 habitants en 1881, la population passe à 335 en 1896. Les raisons de cette dépopulation sont à rechercher dans l'abandon du tissage à domicile, lié à la concurrence de l'industrie textile urbaine et au développement du machinisme agricole. Le niveau de vie de la population était modeste, les maisons sans étage étaient faites de torchis recouvertes de pannes ou de chaume.

### Enseignement
Les communes de Grandcourt, Pys et Miraumont gèrent l'enseignement primaire au sein d'un regroupement pédagogique intercommunal appelé Aux sources de l'Ancre.

## Économie
L'activité dominante de la commune reste l'agriculture.

## Culture locale et patrimoine

### Lieux et monuments
- Église Saint-Fursy[25].

- Chapelle de la Vierge-à-l'Enfant. Elle existait déjà  en 1828. Reconstruite en 1930, elle contient une céramique[26].

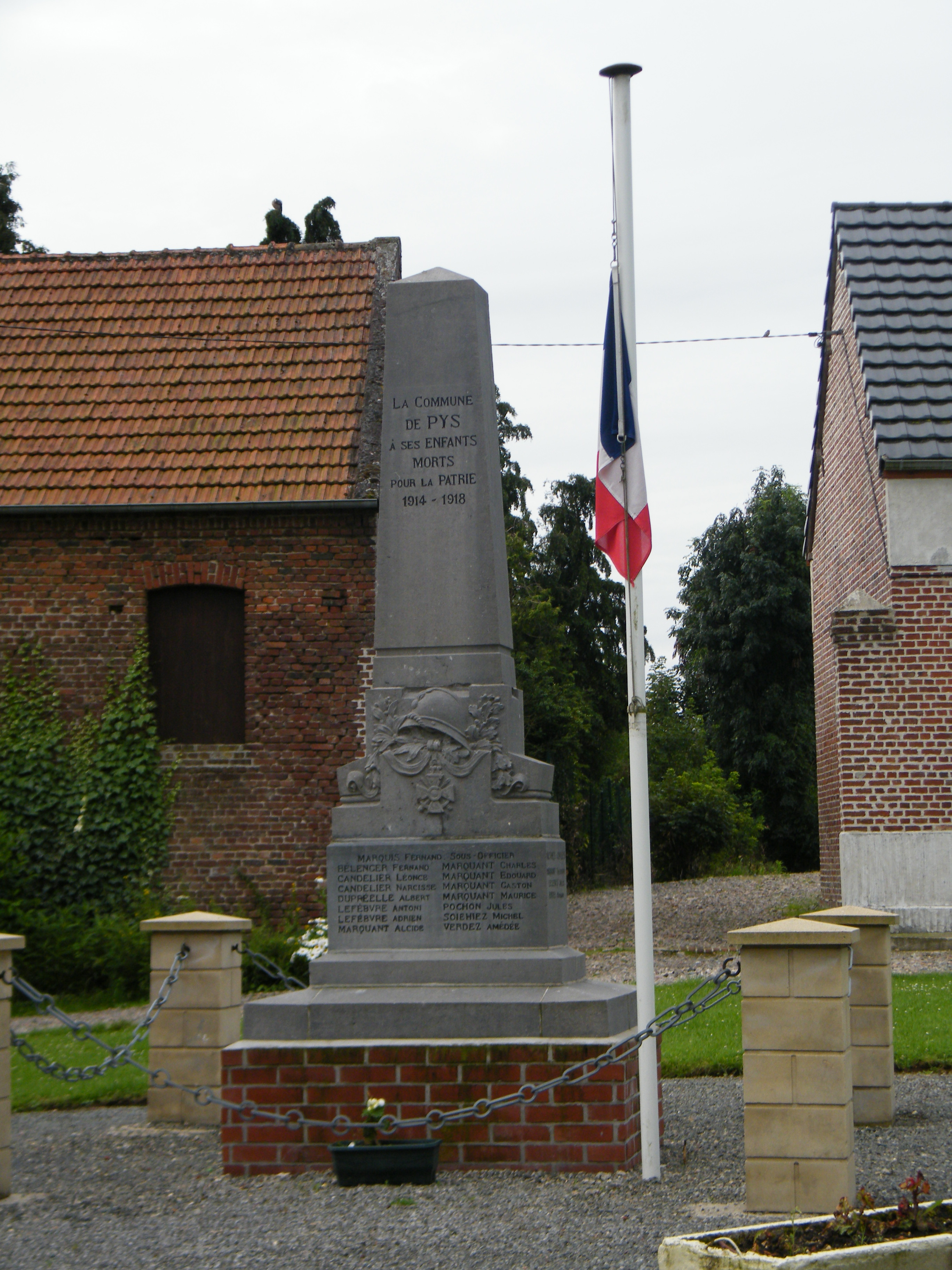
Monument aux morts.
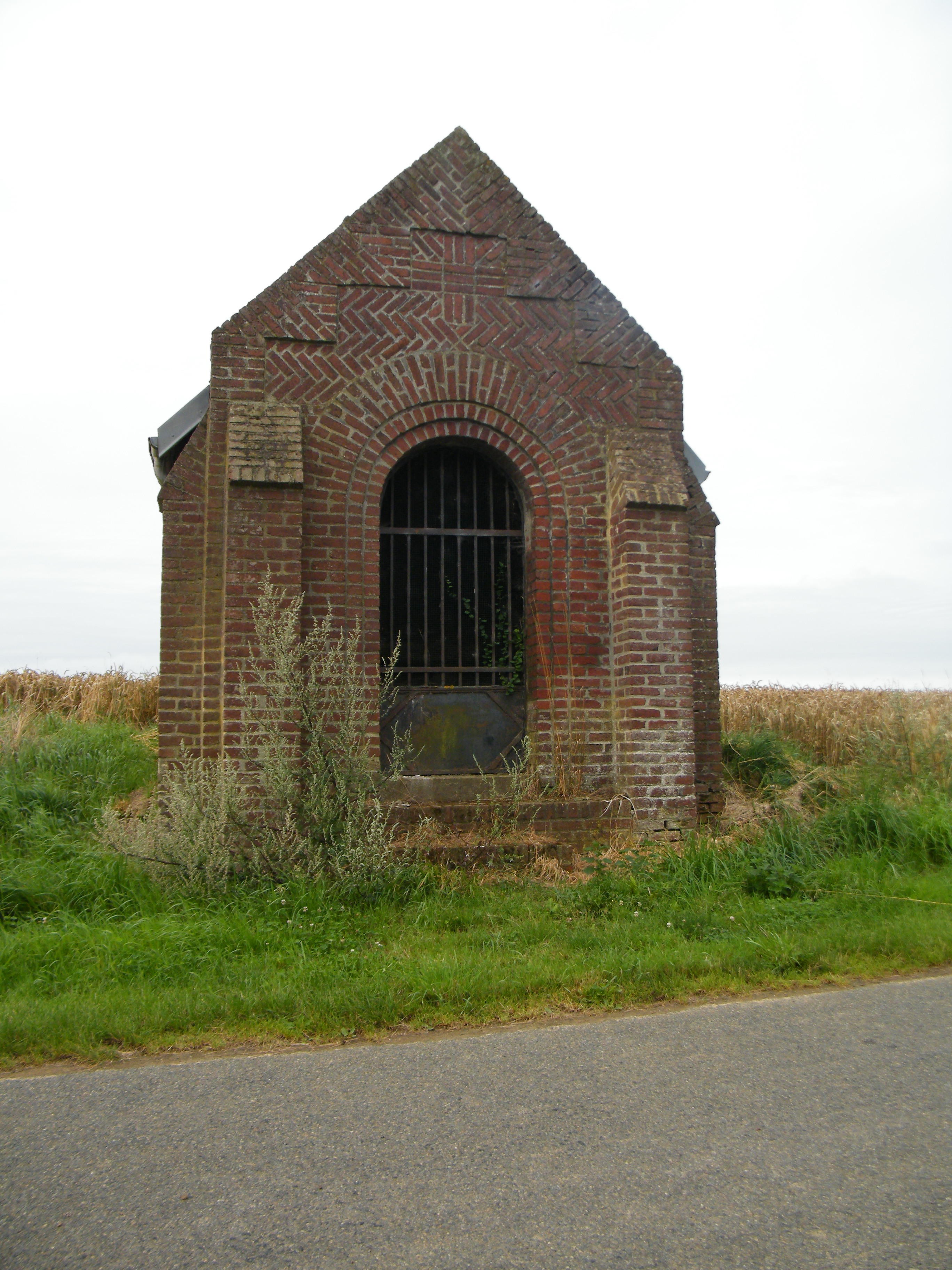
Chapelle à la Vierge en bordure de voirie.

### Personnalités liées à la commune
À ce jour, aucune personnalité marquante n'est liée à la commune.